# Piłka ręczna na Igrzyskach Panamerykańskich 2023 – turniej mężczyzn
Turniej piłki ręcznej mężczyzn na XIX Igrzyskach Panamerykańskich – dziesiąty turniej mężczyzn w ramach igrzysk panamerykańskich rozegrany w dniach 30 października – 4 listopada 2023 roku w Gimnasio Polideportivo w chilijskim mieście Viña del Mar.
Zawody te były eliminacją do turnieju piłki ręcznej rozgrywanego podczas Letnich Igrzysk Olimpijskich 2024 – bezpośredni awans uzyskiwała najlepsza reprezentacja, kolejna zaś otrzymywała szansę gry w światowych turniejach kwalifikacyjnych.
Faworyzowane zespoły Argentyny i Brazylii łatwo zwyciężyły w swoich grupach, a następnie bezproblemowo uporały się z półfinałowymi przeciwnikami. Tytuł sprzed czterech lat obronili Argentyńczycy kwalifikując się tym samym na paryskie igrzyska.

## System rozgrywek
W zawodach wystartowało wyłonionych we wcześniejszych eliminacjach osiem zespołów podzielonych na dwie grupy po cztery zespoły. Rozgrywki prowadzone były w pierwszej fazie systemem kołowym, po którym nastąpiła faza play-off: po dwie najlepsze drużyny z każdej grupy walczyły o miejsca 1–4, natomiast pozostałe o pozycje 5–8. Losowanie grup odbyło się na początku września 2023 roku i w jego wyniku wyłonione zostały dwie czterozespołowe grupy.

## Faza grupowa

### Grupa A
| 30 października 202317:30 | Brazylia | 51:19(25:9) | Meksyk | Gimnasio Polideportivo, Viña del Mar Sędzia: Araújo, Perdomo |
| 30 października 202317:30 |          | 51:19(25:9) |        | Gimnasio Polideportivo, Viña del Mar Sędzia: Araújo, Perdomo |

| 30 października 202320:00 | Chile | 30:21(12:10) | Dominikana | Gimnasio Polideportivo, Viña del Mar Sędzia: Correa, Conberse |
| 30 października 202320:00 |       | 30:21(12:10) |            | Gimnasio Polideportivo, Viña del Mar Sędzia: Correa, Conberse |

| 31 października 202317:30 | Dominikana | 20:36(11:18) | Brazylia | Gimnasio Polideportivo, Viña del Mar Sędzia: Reyes, Zuñiga |
| 31 października 202317:30 |            | 20:36(11:18) |          | Gimnasio Polideportivo, Viña del Mar Sędzia: Reyes, Zuñiga |

| 31 października 202320:00 | Meksyk | 21:32(9:19) | Chile | Gimnasio Polideportivo, Viña del Mar Sędzia: García, Paolantoni |
| 31 października 202320:00 |        | 21:32(9:19) |       | Gimnasio Polideportivo, Viña del Mar Sędzia: García, Paolantoni |

| 1 listopada 202317:30 | Dominikana | 19:26(7:13) | Meksyk | Gimnasio Polideportivo, Viña del Mar Sędzia: Magalhães, Godoy |
| 1 listopada 202317:30 |            | 19:26(7:13) |        | Gimnasio Polideportivo, Viña del Mar Sędzia: Magalhães, Godoy |

| 1 listopada 202320:00 | Chile | 28:30(12:15) | Brazylia | Gimnasio Polideportivo, Viña del Mar Sędzia: Sosa, Lemes |
| 1 listopada 202320:00 |       | 28:30(12:15) |          | Gimnasio Polideportivo, Viña del Mar Sędzia: Sosa, Lemes |

### Grupa B
| 30 października 202310:00 | Kuba | 24:25(13:13) | Urugwaj | Gimnasio Polideportivo, Viña del Mar Sędzia: Hansen, Madsen |
| 30 października 202310:00 |      | 24:25(13:13) |         | Gimnasio Polideportivo, Viña del Mar Sędzia: Hansen, Madsen |

| 30 października 202312:30 | Argentyna | 28:14(11:10) | Stany Zjednoczone | Gimnasio Polideportivo, Viña del Mar Sędzia: Sosa, Lemes |
| 30 października 202312:30 |           | 28:14(11:10) |                   | Gimnasio Polideportivo, Viña del Mar Sędzia: Sosa, Lemes |

| 31 października 202310:00 | Stany Zjednoczone | 30:28(17:14) | Kuba | Gimnasio Polideportivo, Viña del Mar Sędzia: Correa, Conberse |
| 31 października 202310:00 |                   | 30:28(17:14) |      | Gimnasio Polideportivo, Viña del Mar Sędzia: Correa, Conberse |

| 31 października 202312:30 | Urugwaj | 16:37(7:19) | Argentyna | Gimnasio Polideportivo, Viña del Mar Sędzia: Magalhães, Godoy |
| 31 października 202312:30 |         | 16:37(7:19) |           | Gimnasio Polideportivo, Viña del Mar Sędzia: Magalhães, Godoy |

| 1 listopada 202310:00 | Stany Zjednoczone | 34:30(19:15) | Urugwaj | Gimnasio Polideportivo, Viña del Mar Sędzia: Hansen, Madsen |
| 1 listopada 202310:00 |                   | 34:30(19:15) |         | Gimnasio Polideportivo, Viña del Mar Sędzia: Hansen, Madsen |

| 1 listopada 202312:30 | Argentyna | 28:20(14:9) | Kuba | Gimnasio Polideportivo, Viña del Mar Sędzia: Araújo, Perdomo |
| 1 listopada 202312:30 |           | 28:20(14:9) |      | Gimnasio Polideportivo, Viña del Mar Sędzia: Araújo, Perdomo |

## Faza pucharowa

### Mecze o miejsca 1–4
|  |                   |                   |           |                   |    |          |          |       |
|  | Półfinały         | Półfinały         | Półfinały |                   |    | Finał    | Finał    | Finał |
|  | Półfinały         | Półfinały         | Półfinały |                   |    | Finał    | Finał    | Finał |
|  | 3 listopada       |                   |           |                   |    |          |          |       |
|  |                   |                   |           |                   |    |          |          |       |
|  | Brazylia          | Brazylia          | 40        |                   |    |          |          |       |
|  | Brazylia          | Brazylia          | 40        | 4 listopada       |    |          |          |       |
|  | Stany Zjednoczone | Stany Zjednoczone | 27        |                   |    |          |          |       |
|  | Stany Zjednoczone | Stany Zjednoczone | 27        |                   |    | Brazylia | Brazylia | 25    |
|  | 3 listopada       |                   |           |                   |    | Brazylia | Brazylia | 25    |
|  |                   |                   | Argentyna | Argentyna         | 32 |          |          |       |
|  | Argentyna         | Argentyna         | Argentyna | Argentyna         | 32 | 33       |          |       |
|  | Argentyna         | Argentyna         |           |                   |    |          |          |       |
|  | Chile             | Chile             | 26        |                   |    |          |          |       |
|  | Chile             | Chile             | 26        | Mecz o 3. miejsce |    |          |          |       |
|  |                   |                   |           |                   |    |          |          |       |
|  | 4 listopada       |                   |           |                   |    |          |          |       |
|  |                   |                   |           |                   |    |          |          |       |
|  | Stany Zjednoczone | Stany Zjednoczone | 27        |                   |    |          |          |       |
|  | Stany Zjednoczone | Stany Zjednoczone | 27        |                   |    |          |          |       |
|  | Chile             | Chile             | 28        |                   |    |          |          |       |
|  | Chile             | Chile             | 28        |                   |    |          |          |       |

| 3 listopada 202317:30 | Brazylia | 40:27(23:13) | Stany Zjednoczone | Gimnasio Polideportivo, Viña del Mar Sędzia: Araujo, Perdomo |
| 3 listopada 202317:30 |          | 40:27(23:13) |                   | Gimnasio Polideportivo, Viña del Mar Sędzia: Araujo, Perdomo |

| 3 listopada 202320:00 | Argentyna | 33:26(17:13) | Chile | Gimnasio Polideportivo, Viña del Mar Sędzia: Hansen, Madsen |
| 3 listopada 202320:00 |           | 33:26(17:13) |       | Gimnasio Polideportivo, Viña del Mar Sędzia: Hansen, Madsen |

| 4 listopada 202317:00 | Stany Zjednoczone | 27:28(13:15) | Chile | Gimnasio Polideportivo, Viña del Mar Sędzia: Conberse, Correa |
| 4 listopada 202317:00 |                   | 27:28(13:15) |       | Gimnasio Polideportivo, Viña del Mar Sędzia: Conberse, Correa |

| 4 listopada 202319:30 | Brazylia | 25:32(14:16) | Argentyna | Gimnasio Polideportivo, Viña del Mar Sędzia: Hansen, Madsen |
| 4 listopada 202319:30 |          | 25:32(14:16) |           | Gimnasio Polideportivo, Viña del Mar Sędzia: Hansen, Madsen |

### Mecze o miejsca 5–8
|  |                        |                        |                        |                   |    |                   |                   |                   |
|  | Półfinały o 5. miejsce | Półfinały o 5. miejsce | Półfinały o 5. miejsce |                   |    | Mecz o 5. miejsce | Mecz o 5. miejsce | Mecz o 5. miejsce |
|  | Półfinały o 5. miejsce | Półfinały o 5. miejsce | Półfinały o 5. miejsce |                   |    | Mecz o 5. miejsce | Mecz o 5. miejsce | Mecz o 5. miejsce |
|  | 3 listopada            |                        |                        |                   |    |                   |                   |                   |
|  |                        |                        |                        |                   |    |                   |                   |                   |
|  | Urugwaj                | Urugwaj                | 33                     |                   |    |                   |                   |                   |
|  | Urugwaj                | Urugwaj                | 33                     | 4 listopada       |    |                   |                   |                   |
|  | Dominikana             | Dominikana             | 29                     |                   |    |                   |                   |                   |
|  | Dominikana             | Dominikana             | 29                     |                   |    | Urugwaj           | Urugwaj           | 30                |
|  | 3 listopada            |                        |                        |                   |    | Urugwaj           | Urugwaj           | 30                |
|  |                        |                        | Kuba                   | Kuba              | 28 |                   |                   |                   |
|  | Meksyk                 | Meksyk                 | Kuba                   | Kuba              | 28 | 22                |                   |                   |
|  | Meksyk                 | Meksyk                 |                        |                   |    |                   |                   |                   |
|  | Kuba                   | Kuba                   | 25                     |                   |    |                   |                   |                   |
|  | Kuba                   | Kuba                   | 25                     | Mecz o 3. miejsce |    |                   |                   |                   |
|  |                        |                        |                        |                   |    |                   |                   |                   |
|  | 4 listopada            |                        |                        |                   |    |                   |                   |                   |
|  |                        |                        |                        |                   |    |                   |                   |                   |
|  | Dominikana             | Dominikana             | 28                     |                   |    |                   |                   |                   |
|  | Dominikana             | Dominikana             | 28                     |                   |    |                   |                   |                   |
|  | Meksyk                 | Meksyk                 | 29                     |                   |    |                   |                   |                   |
|  | Meksyk                 | Meksyk                 | 29                     |                   |    |                   |                   |                   |

| 3 listopada 202310:00 | Urugwaj | 33:29(20:15) | Dominikana | Gimnasio Polideportivo, Viña del Mar Sędzia: Magalhães, Godoy |
| 3 listopada 202310:00 |         | 33:29(20:15) |            | Gimnasio Polideportivo, Viña del Mar Sędzia: Magalhães, Godoy |

| 3 listopada 202312:30 | Meksyk | 22:25(11:12) | Kuba | Gimnasio Polideportivo, Viña del Mar Sędzia: Sosa, Lemes |
| 3 listopada 202312:30 |        | 22:25(11:12) |      | Gimnasio Polideportivo, Viña del Mar Sędzia: Sosa, Lemes |

| 4 listopada 202310:00 | Dominikana | 28:29 (pd.)(11:15, 24:24) | Meksyk | Gimnasio Polideportivo, Viña del Mar Sędzia: Reyes, Zuñiga |
| 4 listopada 202310:00 |            | 28:29 (pd.)(11:15, 24:24) |        | Gimnasio Polideportivo, Viña del Mar Sędzia: Reyes, Zuñiga |

| 4 listopada 202312:30 | Urugwaj | 30:28(13:14) | Kuba | Gimnasio Polideportivo, Viña del Mar Sędzia: Paolantoni, García |
| 4 listopada 202312:30 |         | 30:28(13:14) |      | Gimnasio Polideportivo, Viña del Mar Sędzia: Paolantoni, García |

## Klasyfikacja końcowa
| Miejsce | Reprezentacja     | Składy | Uwagi                          |
| ------- | ----------------- | ------ | ------------------------------ |
| złoto   | Argentyna         |        | awans: IO 2024                 |
| srebro  | Brazylia          |        | awans: kwalifikacje do IO 2024 |
| brąz    | Chile             |        | -                              |
| 4       | Stany Zjednoczone |        | -                              |
| 5       | Urugwaj           |        | -                              |
| 6       | Kuba              |        | -                              |
| 7       | Meksyk            |        | -                              |
| 8       | Dominikana        |        | -                              |

## Statystyki
Po zakończonym turnieju IHF opublikowała statystyki indywidualne i drużynowe.